# Kalat al-Madik
Kalat al-Madik (arab. ‏قلعة المضيق‎) – miasto w Syrii, w muhafazie Hama. W spisie z 2004 roku liczyło 12 925 mieszkańców.

## Historia
Kalat al-Madik znajduje się w pobliżu ruin starożytnego miasta Apamea.
Podczas wojny w Syrii Kalat al-Madik znalazło się pod kontrolą dżihadystów Dżabhat an-Nusra, którzy rozlokowali się w górującej nad miastem fortecy. 9 maja 2019 mieszkańcy zmusili bojowników do opuszczenia miejscowości i została ona przejęta bez walki przez siły rządowe.